# Этьен де Бурбон
Этьен (Стефан) де Бурбон (фр. Étienne de Bourbon ou Stephanus de Borbone, ок. 1180 года, Бельвиль-на-Соне — 1261) — французский инквизитор — доминиканец XIII века, проповедник.
Автор известных сборников exempla (примеры) — своеобразного жанра средневековой латинской литературы с ярко выраженной дидактической функцией, являющихся ценным источником по истории ментальности и повседневной жизни средних веков. Также известен в связи с описанием и борьбой с культом Гинфорта (фр. Saint Guinefort) — собаки, которая почиталась как местночтимый святой в Лионском диоцезе (лат. diocese Lugdunensi), о чём он составил еxemplum.

## Биография
Родился в Бельвиле-на-Соне, около Лиона (в настоящее время муниципалитет на юго-востоке Франции, в регионе Рона — Альпы, департамент Рона) — около 1180 года.
Этьен де Бурбон получил начальное образование в кафедральной школе Сен-Винсента в Маконе. Около 1217 года, он был уже студентом Парижской школы. После прибытия в Париж присоединился к доминиканскому ордену. завершил своё богословское образование в 1223 году в недавно образованной резиденции доминиканцев (якобиты) в Париже.
Между 1223 и 1262 годами он много путешествовал по делам церкви (Центральный массив, Бургундия, Шампань, Юра, Савойя, Валенсия, Овернь, Руссильон). В течение своих путешествий собирал разнообразные свидетельства, которые и послужили материалом для его сборников «примеров». То, что он выезжал за границы распространения доминиканской проповеди и ордена якобитов, говорит о том, что он был наделён статусом инквизитора, да и в своих трудах называет себя так.
Церковный трибунал, которому было поручено «обнаружение, наказание и предотвращение ересей», был учреждён в Южной Франции Григорием IX в 1229 году, а в 1232 году он передал инквизицию в ведение доминиканцев. Впервые Этьену де Бурбону было поручено стать инквизитором в 1235 году, в Валенсийском диоцезе с целью противодействия и преследования вальденской ереси. Был вовлечён также в инквизиторские процессы на территории Франции.
Находясь в своих родных местах в Лионском диоцезе, услышал на исповеди, о культе неизвестного святого по имени Гинфорт, после чего начал проводить расследование, так как он посчитал, что: «Богу оскорбительны те суеверия, которые приписывают божественные достоинства демонам или другой какой твари». К суевериям он относил «прорицания, призыв демонов, чары и различные проделки демонов», а ритуалы в честь демонов и других существ имеют вид святотатственной насмешки над истинным паломничеством к святым местам. В то время ещё не существовало единого мнения, должен ли инквизитор заниматься народными суевериями, если в них нет ярко выраженной еретической составляющей, и Стефан Бурбон был одним из первых, кто занялся расследованием дела подобного рода. Культ собаки, спасшей ребёнка, но погибшей от рук своего хозяина был распространён в Римитском лесу — ныне лес Сен-Гиньефор (фр. Saint Guinefort), или святого Гинфорта. 

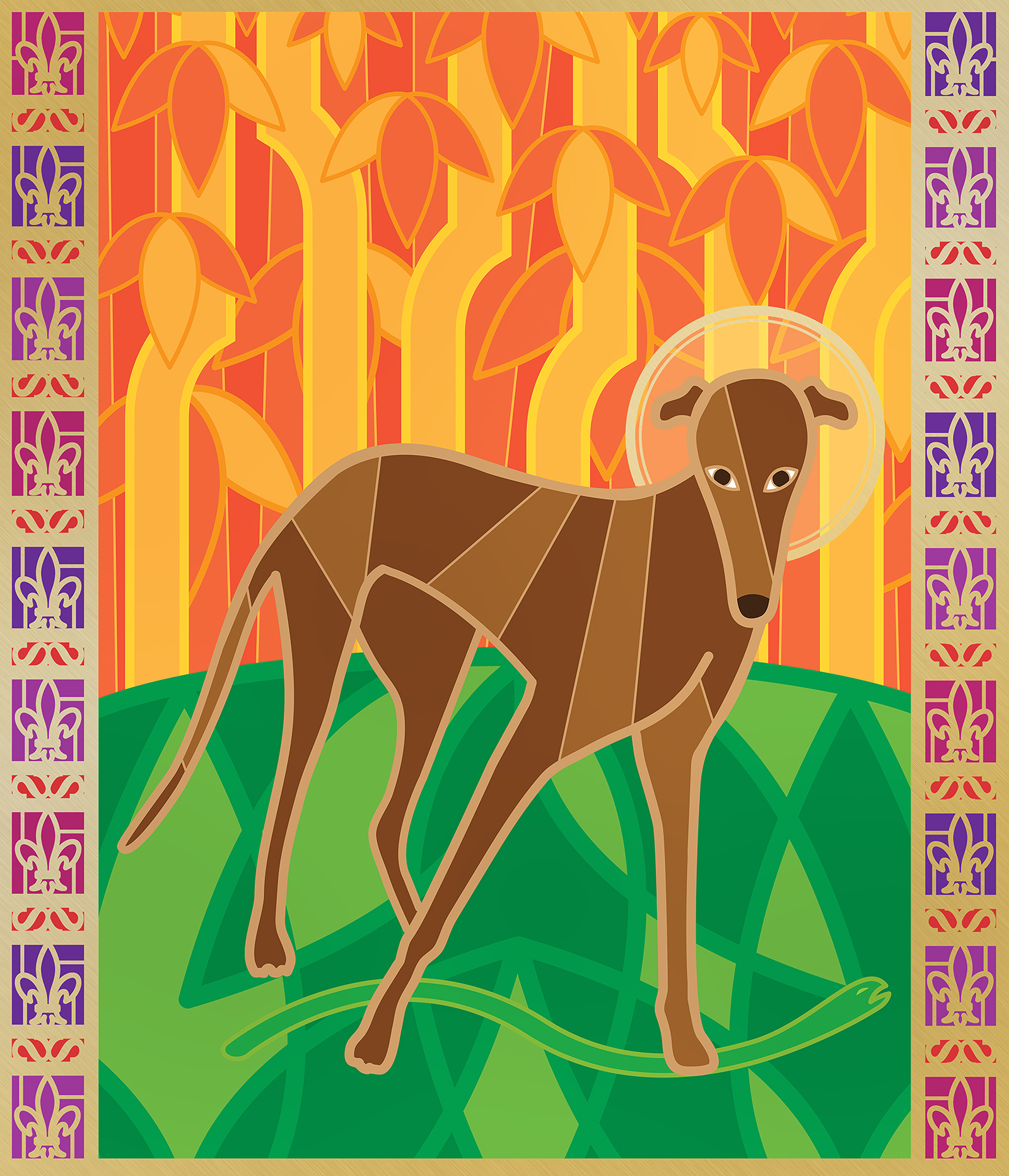
Гинфорт, современная иллюстрация

Этьен де Бурбон является автором сборника exempla «Исторические анекдоты, легенды и апологии» (Anecdotes historiques, légendes et apologues) и трактата «О семи дарах Св. Духа» (De septem donis Spiritus Sancti), носящего также название «О различных материях, похвалы достойных» (De diversis materiis praedicabilibus), написанных на латинском языке, в которые он уже помещал вставки на народном французском языке. Во втором названном сочинении он, в частности, привёл легенду о папессе Иоанне, заимствовав её из «Мецской всемирной хроники» Жана де Майи (1250—1255).
Этьен де Бурбон умер около 1261 года.

## Образ в кинематографе
В 1987 году на экраны вышла французская картина «Монах и колдунья» (фр. Le Moine et la Sorcière), сюжет которой отображал коллизии вокруг почитания Гинфорта, увиденные глазами Этьена де Бурбона, в роли которого снялся Чеки Карио.

## Издания
- Stephani de Borbone, Tractatus de diversis materiis predicabilibus. Prologus — Liber primus. De dono timoris, éd. Jacques Berlioz et Jean-Luc Eichenlaub (Corpus Christianorum. Continuatio Mediaevalis, 124), Turnhout, Brepols publishers, 2002 (ISBN 978-2-503-04241-1)
- Stephani de Borbone, Tractatus de diversis materiis predicabilibus. Liber secundus. De dono pietatis, éd. Jacques Berlioz (Corpus Christianorum. Continuatio Mediaevalis, 124A), Turnhout, Brepols publishers, 2015 (ISBN 978-2-503-55258-3)
- Stephani de Borbone, Tractatus de diversis materiis predicabilibus. Liber tertius. De eis que pertinent ad donum scientie et penitentiam, éd. Jacques Berlioz (Corpus Christianorum. Continuatio Mediaevalis, 124B), Turnhout, Brepols publishers, 2006 (ISBN 978-2-503-04245-9)
- Étienne de Bourbon, Anecdotes historiques, légendes et apologues tirés du recueil inédit d’Étienne de Bourbon dominicain du xiiie siècle, édition de Albert Lecoy de la Marche, Paris, Henri Loones, 1877